# 35 TCN
Năm 35 TCN là một năm trong lịch Julius. 